# 青春之歌 (小说)

小说封面

《青春之歌》，杨沫所著长篇小说，1958年1月出版。该书在出版当年就发行了121万册，在以后的两年里，小说的销量一度达到四五百万册，并被翻译成日语、英语、法语、越语、朝语、俄语、希腊语、阿拉伯语、德语、印尼语、保加利亚语、阿尔巴尼亚语、蒙古语、乌克兰语、世界语以及藏文等文字。1959年由北京电影制片厂改编为同名电影。

## 内容
主人公林道静生于北平的一个大户人家，父亲有名望也有财产，生母是被霸占的佃户之女。中学毕业后，养母逼她嫁给胡局长，道静不从，遂离家出走。道静到了北戴河，无处可去，被一个校长挽留。后来她偶然得知校长原来别有所图，准备投海自尽，这时遇到了一名热情的青年——余永泽。
永泽将道静安排在小学作教员后，回到北大念书。九一八事变爆发后，道静遇到了爱国学生卢嘉川。不久，嘉川南下参加抗日活动。道静回到北平，与永泽住到一起。慢慢的，道静被繁琐的生活压得喘不过气来，更无暇学习。在同寓所白丽萍的房间，道静与嘉川重逢。道静恢复了青春，开始阅读马克思主义书籍，向往革命。永泽不满道静的变化，更在嘉川落入敌手后拒绝救助致其牺牲。道静终于同永泽决裂。
道静开始散发各种传单，由于叛徒戴愉告密而被捕。特务胡梦安逼迫道静嫁给自己。在朋友帮助下，道静终于逃脱，来到定县开展工作，遇到共产党员江华。戴愉再次出现，道静和江华先后撤至北平。
道静再次被捕，惨遭毒打。出狱后，在林红的鼓励下，道静加入了中国共产党，投身于抗日救亡的洪流。